# Command & Conquer: Red Alert
A Command & Conquer: Red Alert egy valós idejű stratégiai játék, mely része a Command & Conquer sorozatnak. A Westwood Studios fejlesztette és a Virgin Interactive adta ki 1996-ban. Ez a második játék, ami a „C&C” címet viseli, a Red Alert egy előzménye az eredeti Command & Conquer címet viselő, 1995-ös játéknak, időben pedig a Command & Conquer alternatív történelmében akkor játszódik, amikor a szövetségesek harcoltak a támadó Szovjetunió ellen Európa uralmáért.
Eleinte csak számítógépre (MS-DOS és Windows 95 változat egy csomagban) volt elérhető, de később kiadták PlayStationre is. Ez utóbbi változatot később újra kiadták a PlayStation Network-ön PSP-re és PS3-ra. 2008. augusztus 31-én az Electronic Arts, amely az Westwood Studios tulajdonosa 1998 óta, hivatalosan is freeware kategóriájúnak nyilvánította a Command & Conquer: Red Alertet. 2020. június 5-én megjelent a Command & Conquer Remastered, amelyben többek között a Red Alert és összes kiegészítője teljes modernizálást, feljavított grafikát és extra tartalmakat kapott, mindezeket az eredeti készítőktől.

## Játékmenet
A játékot sokszor dicsérték kezelőfelületéért, amit jobbnak tulajdonítottak kortársaiénál. A játékosok előre szólóan tudtak utasításokat kiadni, beszámozhatták egységeiket, így azok egyetlen gombnyomással kijelölődtek a pályán. Olyan játéknak tulajdonították, amit könnyű irányítani, egyszerű megtanulni, és alkalmazkodik a játékos igényeihez. Ráadásul két különböző játékmenetű oldalt választhattunk. A Red Alert az első online versenyezhető stratégiai játéknak is bélyegezték. Az egyszemélyes hadjárat küldetései miatt és története miatt volt különösen elismert, itt a játékosnak különféle következményekkel, és változatos helyszínekkel kellett szembenéznie. Mint a Tiberian Dawn-ban, külön utakat járhatunk be a hadjáratunk során. A cél ugyanaz marad, viszont más-más pályákon játszhatunk. A hadjáratot élőszereplős videós átvezetések is színesítik, amik minden Command & Conquer stratégiai játéknál jelen voltak, kivéve a Command & Conquer: Generals-t.
A kiegyensúlyozottság a két oldal közt máshogy zajlik, mint az eddigi játékokban. Nem "kő-papír-olló" elven működik, hanem minden oldalnak megvan a maga erőssége, gyengesége, illetve a kárpótlás a gyengeségére. Ez a hozzáállás szemben áll az olyan játékokkal mint a Total Annihilation és a Warcraft II: Tides of Darkness, ahol a két oldal egységei hasonlók voltak, és csupán létszámbeli fölénnyel lehetett eredményes támadást indítani.
A játékosok a játékbeli pénzt ércek és ásványok bányászásáért kapják. A történet szerint ilyenkor az emberiség még nem ismerte az átlagos C&C játékokban ismert Tiberiumot. A ritkább és értékesebb ásványoknak még a bányászási ideje is rövidebb, viszont nem termelődnek újra, míg kevésbé értékes társaik: az ércek egy idő teltével újra "előbújnak a felszínre". Gazdaságunk erejét több bányászautóval, illetve ércfinomítóval növelhetjük.

### Szovjet játékmenet
A szovjet egységek sokkal erősebbek a szövetségeseknél, ugyanakkor lassabbak és drágábbak. Erősebb a szárazföldi védelmük is: Lángtornyok és Tesla-tekercsek őrzik a szovjet támaszpontok biztonságát, amik 1-2 lövésből szedik szét az ellenséges tankokat. A szovjetek egyetlen gyenge pontja a haditengerészetük: csupán egy egységük van, ami a tengeralattjáró. Ez felderítésen kívül nem sok mindenre szolgál, ugyanis könnyen kilövik a jóval erősebb nyugati hajók. A szovjetek titkos fegyvere a vasfüggöny, egy eszköz, mely a kijelölt járműveket egy kis időre sérthetetlenné teszi, ugyanakkor az emberi szervezetet olyan mértékben károsítja, hogy ha emberre használjuk el, meghal. Légierő terén viszont fölénnyel rendelkeznek: MiG, Jak támadórepülők és Mi–24 helikopter áll a szovjet oldalon harcoló játékosok rendelkezésére. A pályát kémrepülőkkel tudják felderíteni, és ejtőernyősöket is tudnak hívni, de ezeket csak megadott időközönként tehetik. A Chinook helikopter nem tud támadni, ellenben csapatokat tud szállítani. A szovjet tankos lerohanás (vagy más néven rush) népszerű volt az internetes játékokban, főleg a nehéz, és a szupernehéz Mamut tankokkal támadtak. Ezeket általában egy MiG-támadás előzte meg, ami az ellenséges támaszpont energiaellátásának kiiktatására irányult.

### Szövetséges játékmenet
A szövetséges egységek olcsóbbak, gyorsabban épülnek, és fürgébbek. Gyalogságuk orvosokat használva tovább életben tud maradni. Ugyanakkor a legerősebb tankjukat (Közepes tank) a szovjetek leggyengébb tankja (Nehéz tank) is elveri, ha párbajra kerül sor köztük. Emiatt a szövetségeseknek van aknarakójuk is, a szovjet páncélosfölény megtörésére. A szövetségesek egyetlen légi egysége, az Apache kifejezetten tankok kilövésére van tervezve, míg a szovjeteknél három légi egység is van. Ugyanakkor a szövetségeseknek vannak olyan légvédelmi ágyúik, amik jóval erősebbek, viszont kisebb a lőtávuk a szovjetek légvédelmével (S.A.M) szemben. A szövetséges védelmi épületek szárazföldi támadás elhárítására vannak szakosodva, géppuskafészkekből és lőtornyokból állnak, melyek gyengébbek mint a szovjet Tesla-tekercsek, de mégis kevesebb energiát igényelnek. Olyan pályákon, ahol van víz is, haditengerészet terén a szövetségesek oldalára billen a mérleg. A Cirkáló, amely hatalmas hatótávolságával és erejével a játék legerősebb egysége, egy tüzérségi hajó, ami gyorsan szedi szét az ellenséges épületeket. Másik főbb hajójuk a Romboló, ami olyan sokoldalú, hogy akármilyen egységgel fel tudja venni a harcot, legyen az szárazföldi, légi, vagy vízi. A szövetségesek titkos fegyvere a Kronoszféra, amely időutazó technológiával egységeket helyez át egyik pontról a másikra, azaz teleportként funkcionál. Mint minden titkos fegyvernek, ennek is időre van szüksége, amíg feltöltődik, és használható lesz. Másik különlegességük a kémműhold, mely az egész térképet részlegesen felderíti. (Fekete marad, de apró ikonok jelölik hogy hol milyen típusú egység található; például ahol járművek vannak, ott egy kis tank ikon lesz. Ezek mozgását pedig folyamatosan figyelhetjük, így hamar értesülhetünk az ellenünk irányuló ellenséges támadásokról.)

### Online játékmenet
Ez kissé eltér a normáltól. Mindkét oldal számára elérhető a Rakétasiló, annak ellenére, hogy a hadjáratban nem, illetve a szovjetek is tudnak néhány azelőtt kizárólag szövetséges egységet képezni: rakétavetős katonát, ami légi és páncélos célpontok ellen hatásos, illetve Tanya-t, aki épületeket tud felrobbantani, és egy-két lövésből iktatja ki a gyalogságot. Tanya-ból csak egyet lehet képezni.

## Története

### Bevezetés
A Red Alert cselekménye egy párhuzamos univerzumban játszódik. Az új-mexikói Trinity Site titkos laboratóriumában 1946-ban Albert Einstein létrehozta az időutazást. Aktiválja Chronosphere nevű kísérleti időgépét, ami után 1924. december 20-án a németországi Landsbergben találja magát, ahol találkozik a fiatal Adolf Hitlerrel, aki éppen ekkor szabadult Landsberg börtönéből, ahol megírta a Mein Kampfot. A kettejük közötti rövid beszélgetést követően Einstein kezet fog Hitlerrel, emiatt pedig egy fizikai paradoxon jön létre, amely kitörli Hitlert az idővonalból. Miután a tudós visszatér a jelenbe, kiderül, hogy küldetése sikeres volt, és nem tört ki a 2. világháború. Kollégája gratulálna neki, de Einstein kijelenti, hogy hamarosan meg fogják találni az új Hitlert.
Hitler halála megakadályozza, hogy hatalomra kerüljön Németország vezetőjeként, ami egy új idővonalat hoz létre, ahol sosem jött létre a Harmadik Birodalom. A náci Németország nélkül a Szovjetunió hatalmassá válik Joszif Sztálin uralma alatt, és agresszív terjeszkedésbe kezd. A Szovjetunió elfoglalja Kína területeinek egy részét, majd megtámadja Kelet-Európát. Végső céljuk, hogy létrehozzák Sztálinnak a Szovjetunióról alkotott elképzelését, amely egy egész Eurázsián átnyúló birodalmat takar.  Erre válaszul az Amerikai Egyesült Államok és Európa országai létrehozzák a Szövetséges Nemzeteket, majd a német Günther von Esling és a görög Nikos Stavros tábornokok vezetésével gerillaharcot indítanak a betörő szovjet hadsereg ellen. A játék történetének folyamán a szövetségesek és a szovjetek harcolnak a szárazföldön lévő európai kontinens feletti uralomért egy alternatív második világháborúban.

### Szövetséges befejezés
Moszkva ostromát követően egy szövetséges katonacsoport felfedezi a még élő Sztálint, akit maga alá temették Kreml romjai. Mielőtt elkezdhetnék eltávolítani a törmeléket a bukott vezetőről, a szövetséges Stavros tábornok megállítja őket. Meggyőzi őket, hogy nem láttak semmit, és utasítja őket, hogy hagyják el a helyszínt. A magára hagyott Stavros ezután bosszút áll a népét sanyargató diktátoron. Egy zsebkendővel betömi a mozgásképtelen, de még élő Sztálin száját, aki nagy kínok közepette fuldokolni kezd. Ezután a tábornok egy nagy követ helyez rá, amivel eltakarja a haldokló fejét, majd jókedvűen magára hagyja a romok alatt fuldokló szovjet diktátort.
A szövetségesek győzelme az 1970-es években játszódó Red Alert 2 előzménye.

### Szovjet befejezés
A szovjetek az újonnan elfoglalt Buckingham-palotában teázással ünneplik győzelmüket. Sztálin elismeréssel illeti a parancsnokot (akit a játékos testesít meg), de ezalatt Nadia, az NKVD vezetője megmérgezi a diktátort, aki fuldokolva terül el az asztalon. A nő indulatosan még egy tár golyót is belelő a halottba. Sztálin halálát követően gyilkosa felfedi a parancsnoknak, hogy a Szovjetunió most már a Nod Testvériség uralma alatt áll, amely mindvégig a háttérből irányította az eseményeket, és amelynek ő is tagja. Tervük szerint az 1990-es években lépnének nyilvánosan a színre, addig a játékost kérik fel, hogy a bábvezérként vezesse a Szovjetuniót. A lelkesen mesélő Nadiát hirtelen Kane hátulról lelövi, majd elárulja, hogy igazából ő maga a Nod vezére, aki a háttérből irányította az eseményeket.
A szovjet győzelem az 1995-ben játszódó Command & Conquer előzménye.

## A játék fogadtatása
A játék döntően pozitív kritikákat kapott, külön kiemelték a kiválóan egyensúlyozott játékmenetet, valamint a nagyszerű zenei világot. A PC Gamer és a Gameslice is az év soundtrackjének választotta a Red Alert zenéjét.
A játék PC-s verziója a GameRankings alapján 11,9 vélemény alapján 90,91%-os értékelést kapott, a PlayStation verzió pedig 5 értékelés alapján 81,40-et. A Next Generation egyik értékelője megjegyezte, hogy a Command & Conquer: Red Alert megőrzi a kiemelkedően eredeti játékelemeit, miközben fejleszti a grafikát, kiterjeszti a hadviselést a légi és a tengeri térségre, és úgy egyensúlyozza a játékot, hogy a játékosok ne érjenek el sikereket ugyanazon taktika folyamatos használatával, amely még az elődnél működött. Vince Broady, a GameSpot kritikusa is kiemelte a valós idejű stratégiai játékok piacának telítettségét az 1996-os ünnepi szezonban, és azt is, hogy a Red Alert egyértelműen a legjobb választás. Dicsérte az egységek kialakítását és változatosságát, különös tekintettel arra, hogy „a két ellentétes oldal egységei nem pusztán másolatok, mégis egyfajta karmikus egyensúlyt tartanak fenn.”

## Fordítás
- Ez a szócikk részben vagy egészben  a   Command & Conquer: Red Alert című angol Wikipédia-szócikk fordításán alapul.  Az eredeti cikk szerkesztőit annak laptörténete sorolja fel. Ez a jelzés csupán a megfogalmazás eredetét és a szerzői jogokat jelzi, nem szolgál a cikkben szereplő információk forrásmegjelöléseként.